# Saison 1960-1961 de la WHL
Saison précédente Saison suivante
La saison 1960-1961 est la neuvième saison de la Western Hockey League. Huit équipes jouent 70 matchs de saison régulière à l'issue de laquelle les Buckaroos de Portland sont sacrés champions de la Coupe du président.

## Saison régulière

### Classement
| Clt   | Équipe                | PJ | V  | D  | N | BP  | BC  | Pts |
| ----- | --------------------- | -- | -- | -- | - | --- | --- | --- |
| +001, | Stampeders de Calgary | 70 | 44 | 22 | 4 | 300 | 215 | 92  |
| +002, | Buckaroos de Portland | 70 | 38 | 23 | 9 | 242 | 192 | 85  |
| +003, | Canucks de Vancouver  | 70 | 38 | 29 | 3 | 208 | 191 | 79  |
| +004, | Totems de Seattle     | 70 | 37 | 28 | 5 | 262 | 222 | 79  |
| +005, | Comets de Spokane     | 70 | 33 | 34 | 3 | 247 | 258 | 69  |
| +006, | Cougars de Victoria   | 70 | 27 | 41 | 2 | 220 | 267 | 56  |
| +007, | Flyers d'Edmonton     | 70 | 27 | 43 | 0 | 229 | 295 | 54  |
| +008, | Warriors de Winnipeg  | 70 | 21 | 45 | 4 | 191 | 259 | 46  |

- En gras : vainqueur de la saison régulière
- En italique : qualifié pour les séries éliminatoires

### Meilleurs pointeurs
| Clt | Joueur             | Équipe    | PJ | B  | A  | Pts |
| --- | ------------------ | --------- | -- | -- | -- | --- |
| 1   | Art Jones          | Portland  | 69 | 36 | 64 | 100 |
| 2   | Lou Jankowski      | Calgary   | 69 | 57 | 42 | 99  |
| 3   | Rudy Filion        | Seattle   | 70 | 36 | 60 | 96  |
| 4   | William MacFarland | Seattle   | 70 | 40 | 55 | 95  |
| 5   | Guyle Fielder      | Seattle   | 69 | 24 | 71 | 95  |
| 6   | Ron Leopold        | Calgary   | 66 | 51 | 41 | 92  |
| 7   | Norm Johnson       | Calgary   | 58 | 23 | 64 | 87  |
| 8   | Gerry Goyer        | Victoria  | 70 | 31 | 46 | 77  |
| 9   | Bruce Carmichael   | Vancouver | 70 | 30 | 47 | 77  |
| 10  | Bill Saunders      | Victoria  | 60 | 33 | 43 | 76  |

## Séries éliminatoires
Le premier de la saison régulière est qualifié directement pour les demi-finales où il affronte le quatrième en 7 matchs alors que le deuxième et le troisième rencontrent respectivement les équipes classées cinquième et sixième au meilleur des 5 matchs en quart de finale, les vainqueurs s'affrontant à nouveau en cinq matchs en demi-finale. La finale, jouée en 7 matchs, oppose les gagnants des demi-finales. Les Buckaroos de Portland remportent la Coupe du président en battant les Totems de Seattle en 6 matchs.
|  | Quarts de finale | Quarts de finale      | Quarts de finale | Quarts de finale      |   |                       | Demi-finales | Demi-finales | Demi-finales | Demi-finales |  |  | Finale | Finale | Finale | Finale |
|  |                  |                       |                  |                       |   |                       |              |              |              |              |  |  |        |        |        |        |
|  |                  |                       |                  |                       |   |                       |              |              |              |              |  |  |        |        |        |        |
|  |                  |                       |                  |                       |   |                       |              |              |              |              |  |  |        |        |        |        |
|  |                  |                       |                  |                       |   |                       |              |              |              |              |  |  |        |        |        |        |
|  |                  |                       |                  |                       |   |                       |              |              |              |              |  |  |        |        |        |        |
|  |                  |                       |                  |                       |   |                       |              |              |              |              |  |  |        |        |        |        |
|  | 1                | Stampeders de Calgary | 1                | 1                     |   |                       |              |              |              |              |  |  |        |        |        |        |
|  | 1                | Stampeders de Calgary | 1                | 1                     |   |                       |              |              |              |              |  |  |        |        |        |        |
|  |                  |                       | 4                | Totems de Seattle     | 4 | 4                     |              |              |              |              |  |  |        |        |        |        |
|  |                  |                       |                  |                       | 4 | 4                     |              |              |              |              |  |  |        |        |        |        |
|  |                  |                       |                  |                       |   |                       |              |              |              |              |  |  |        |        |        |        |
|  |                  |                       |                  |                       |   |                       |              |              |              |              |  |  |        |        |        |        |
|  | 4                | Totems de Seattle     | 2                | 2                     |   |                       |              |              |              |              |  |  |        |        |        |        |
|  | 4                | Totems de Seattle     | 2                | 2                     |   |                       |              |              |              |              |  |  |        |        |        |        |
|  |                  |                       | 2                | Buckaroos de Portland | 4 | 4                     |              |              |              |              |  |  |        |        |        |        |
|  | 2                | Buckaroos de Portland | 2                | Buckaroos de Portland | 4 | 4                     | 3            | 3            |              |              |  |  |        |        |        |        |
|  | 2                | Buckaroos de Portland |                  |                       |   |                       |              |              |              |              |  |  |        |        |        |        |
|  | 5                | Comets de Spokane     | 1                | 1                     |   |                       |              |              |              |              |  |  |        |        |        |        |
|  | 5                | Comets de Spokane     | 1                | 1                     | 2 | Buckaroos de Portland | 3            | 3            |              |              |  |  |        |        |        |        |
|  |                  |                       |                  |                       | 2 | Buckaroos de Portland | 3            | 3            |              |              |  |  |        |        |        |        |
|  |                  |                       | 3                | Canucks de Vancouver  | 1 | 1                     |              |              |              |              |  |  |        |        |        |        |
|  | 3                | Canucks de Vancouver  | 3                | Canucks de Vancouver  | 1 | 1                     | 3            | 3            |              |              |  |  |        |        |        |        |
|  | 3                | Canucks de Vancouver  |                  |                       |   |                       |              | 3            |              |              |  |  |        |        |        |        |
|  | 6                | Cougars de Victoria   | 2                | 2                     |   |                       |              |              |              |              |  |  |        |        |        |        |
|  | 6                | Cougars de Victoria   | 2                | 2                     |   |                       |              |              |              |              |  |  |        |        |        |        |
|  |                  |                       |                  |                       |   |                       |              |              |              |              |  |  |        |        |        |        |

## Récompenses

### Trophée collectif
| Coupe Lester Patrick : Vainqueurs des séries | Buckaroos de Portland |

### Trophées individuels
| Outstanding Goalkeeper Award : Meilleur gardien | Don Head, Buckaroos de Portland      |
| Leading Scorer Award : Meilleur pointeur        | Art Jones, Buckaroos de Portland     |
| George Leader Cup : Meilleur joueur             | Lou Jankowski, Stampeders de Calgary |
| Rookie Award : Meilleure recrue                 | Don Head, Buckaroos de Portland      |
| Fred J. Hume Cup : Joueur le plus gentilhomme   | Gord Fashoway, Buckaroos de Portland |

### Équipe d'étoiles
Les six joueurs suivants sont élus dans l'équipe d'étoiles :
- Gardien : Don Head, Buckaroos de Portland
- Défenseur : Ralph Keller, Canucks de Vancouver
- Défenseur : Lawrence Cahan, Canucks de Vancouver
- Ailier gauche : Lou Jankowski, Stampeders de Calgary
- Centre : Norm Johnson, Stampeders de Calgary
- Ailier droit : Ron Leopold, Stampeders de Calgary

## Match des étoiles
Le Match des étoiles se déroule à Vancouver le 7 octobre 1960. L'équipe d'étoiles bat les Canucks de Vancouver 4 buts à 3.